# Abu 'Ali Al-Jubbâ'i
Pour les articles homonymes, voir Al-Jubbâ'i.
Abu 'Ali Muhammad ibn 'Abd al Wahhab Al-Jubbâ'i (né en 849 à Jubbâ, mort en 915 à Bassorah,) est un théologien et philosophe mu'tazile du Xe siècle. Né au Khouzistan, il a étudié à Basra. Il a été notamment professeur d'Abu Hassan al-Ach'ari (fondateur de l'Acharisme), et de son propre fils, Abū Hāshīm al-Jubbā'ī,.
Al-Jubba'i est connu comme le premier théologien qui a fait du mu'tazilisme un système complet, faisant de lui un des maîtres les plus éminents de cette école de pensée. Bien que préservée à travers les âges, son œuvre a été perdue. On ne peut le lire aujourd'hui qu'à travers les citations tirées de ses écrits par les théologiens qui ont fait référence à ses travaux.

## Biographie

### Origine et enfance
Nous connaissons peu de choses à propos d'al-Jubba'i et de son enfance. Du fait de son nom, nous savons qu'il est né dans une ville nommée Jubbâ, entre Bassorah et Ahvaz, où se trouvaient beaucoup de palmeraies et de cannes à sucre,. Il aurait été le descendant d'un proche de Othmân ibn Affân, nommé Humrān ibn Abān,,. Quand il est allé à Bassorah pour la première fois il aurait rencontré le muʿtazile al-Shahhām, un compagnon d'Abu al-Hudhayl, duquel il a été lui-même formé. Malgré son jeune âge, il aurait apprécié les discussions théologiques et l'exercice de la dialectique. Pendant ces premières années, il se serait notamment fait remarquer pour sa précocité et son intelligence. Par ailleurs, dans les discussions individuelles auxquelles il a été autorisé à participer, il aurait réussi à gagner certains débats contre d'éminents dialecticiens et théologiens de l'époque.
Ibn al-Murtada rapporte, par ailleurs, une anecdote à ce sujet : 

« Al-Qatân rapporte qu'un groupe s'est réuni pour polémiquer. Ils ont attendu quelqu'un, mais il n'est pas venu. Une des personnes du groupe demanda alors s'il y avait quelqu'un pour prendre la parole. Parmi les tenants de la thèse de Dieu comme créateur du mal, il y avait quelqu'un nommé Saqr. Alors un jeune, blanc de visage, s'est précipité en face de lui, et demanda s'il pouvait lui poser des questions. Les assistants le regardèrent et s'étonnèrent de son audace malgré son jeune âge. Saqr lui répondit par la positive.
Le jeune demanda si Dieu était juste. Saqr acquiesça. Il lui demanda s'il l'appelait juste du fait qu'il faisait la justice, et Saqr acquiesça encore. Il lui demanda ensuite si Dieu était créateur de l'injustice ; à quoi Saqr répondit à la positive. Il lui demanda enfin alors s'il l'appelait pour ceci injuste. Saqr répondit alors à la négative. Le jeune conclut qu'alors, il ne serait pas adéquat de dire de Dieu qu'il soit juste en raison du fait qu'il fasse la justice. Saqr resta muet.
Les gens se demandèrent qui était ce jeune homme. Et quelqu'un les informa que c'était un homme de Jubbâ.» »

### Mort
Al-Jubba'i est mort au mois de sha'ban 915, dans la province d'Avhaz, dans la ville d'Askar. Quand il est mort, les gens d'al-'Askar ont fait la prière funéraire. Il avait recommandé à son fils Abū Hāshīm al-Jubbā'ī de le faire enterrer là où il allait mourir. Cependant Abū Hāshīm al-Jubbā'ī exigea qu'on porte le cadavre de son père à Jubbâ, dans un coin de jardin de la maison d'al-Jubba'i, là où sa mère et sa femme furent enterrées.

## Théologie

### Aspects généraux
Bien qu'appartenant à l'école de Bassorah, il professait des idées personnelles qui le distinguaient d'autres théologiens mu'taziles, tels que Al-Nazzam ou encore Al-Jahiz.
Outre les cinq principes que tous mu'taziles doivent accepter, Al-Jubba'i professait notamment :
- La théorie des attributs divins identiques à l'essence divine.
- Action de la Volonté divine dans le monde.
- Sens rationnel de la souffrance ; compensation des souffrances.

### Dieu

#### Essenceetattributs
Al-Jubba'i retire de Dieu tout anthropomorphisme, au profit d'une lecture métaphorique et apophatique des versets du Coran. Selon lui aussi, Dieu est identique à ses attributs, au sens où ceux-ci sont éternels du fait qu'ils sont l'essence même de Dieu (ils ne peuvent donc se distinguer que dans le langage, pas dans la réalité). En ceci, al-Jubba'i est conforme aux enseignements mu'taziles. Dieu, en effet selon Jubba'i, n'est ni corporel, ni local, ni visible, mais au-delà de tout de toute représentation sensible. C'est aussi en ce sens qu'al-Jubba'i nie le statut incréé de la volonté et de la parole de Dieu. En outre, c'est parce qu'il n'est pas sensible, qu'il y a possibilité de le penser tout-puissant, autonome et omniscient. Nous pouvons donc dire de sa théologie qu'elle est à la fois apophatique et cataphatique.
Dieu n'est pas corporel. En effet, au verset XIV:51, al-Jubba'i dit que si Dieu procède promptement, alors il ne peut avoir d'organe, puisque le fait d'avoir un organe enlève la possibilité d'être prompt,; mais au contraire l'obligerait à parler en une multiplicité d'instants, chose évidemment inadmissible, puisque cela serait admettre qu'il soit soumis au temps, ou qu'il soit non-omnipotent : « En effet, si Dieu était un corps, Il parlerait nécessairement au moyen d'un organe, et dans ce cas il Lui serait impossible de procéder "promptement" à la redition de comptes, de s'adresser à tous au même instant. Surtout s'Il avait la "forme d'Adam", comme le croient certains ! » Il n'est pas non plus local. Al-Jubba'i le démontre en commentant le verset II:215 : « II:215. [...] 2) Dieu montre ainsi qu'Il ne se trouve pas dans telle direction ou telle autre, contrairement à ce que disent les assimilationnistes. ».
Il n'est pas visible, car il n'est pas un corps. Ce point est le corollaire des deux autres points ci-dessus. Admettre le contraire impliquerait qu'il soit un corps, et/ou qu'il soit situé. Pourtant, al-Jubba'i ne remet pas question la foi de ceux qui pensent que Dieu peut être vu dans l'au-delà, car cette thèse ne remet pas en cause directement l'unicité divine.
De ce fait, Dieu n'est ni un accident (car non-sensible), ni une substance (admettre le contraire serait admettre qu'il porterait en lui des accidents),.
Toutefois, Dieu, selon al-Jubba'i, ne se limite pas à ce qu'il n'est pas, mais a quatre attributs essentiels certains : la vie, l'autosuffisance ou l'autonomie, l'omniscience, et l'existence. Dieu a ces attributs essentiels en tant qu'ils sont constitutifs et pleinement son essence : les attributs sont identiques à Lui.
De fait il sait tout, conformément aux versets IV:54 et VIII:26 ; et infiniment, conformément au verset LXXII:28. Dieu est éternel ; éternité qui est le plus propre de ses qualificatifs, du fait que tous les autres attributs ne peuvent se concevoir sans celui-ci : l'essence de la divinité est donc l'équivalent de l'Éternité ou de la Vie même, Dieu ne saurait se concevoir autrement qu’éternel ou vivant. C'est par ceci qu'il se suffit à lui-même, et que nul dommage ne saurait l'atteindre. La vie, en effet, est selon al-Jubba'i ce qui rend susceptibilité d'être "puissant et savant" ; cette définition faisant de la vie une chose nécessaire à l'omniscience ou l'omnipotence, car antérieure logiquement.

Quant à sa parole elle est créée. Preuve en est des versets IV:47, VI:62, VII:185, XI:1, XII:2, XVIII:109. Quant au verset VII:54 dont se servent les sunnites, il dit qu'il n'y a pas d'implication logique à ce que le Coran soit en dehors de la création si l'ordre ne mentionne pas le Coran ; autrement dit, le verset n'implique pas une idée de disjonction. Sa volonté aussi est créée. Preuve en est des versets VI:111 et XLII:29.

#### Noms
Les noms divins sont soit indiqué par la raison, soit par le coran, pense al-Jubba'i avec la majorité des mu'taziles. Toutefois, les appellations coraniques doivent être comprises par la raison, et subordonnées à elle, donc interprétées. De ce fait, nous pouvons appeler Dieu par un nom non-indiqué dans le Coran si la raison nous indique qu'il est adéquat de le nommer de telle manière. Nous pouvons par exemple appeler Dieu de cette manière :
- Audient : attribut d'action ; il exauce les prières[HPI 4].
- Voyant : omniscient[HPI 4].
- Alim : savant[DA 3],[DA 4].
- Clairvoyant : omniscient[HPI 4].
- Halim[9] : miséricordieux ; il ne châtie pas tout de suite, et laisse un délai[HPI 4].
- Muhbil al-nisa : il fait les femmes enceintes. Al-Jubba'i aurait reconnu ce nom à la suite d'une polémique avec al-Ash'ari, portant sur la création de la grossesse chez les femmes. Al-Jubba'i aurait reconnu le fait que c'est lui qui crée la grossesse en elles ; position qu'al-Ash'ari aurait qualifié d'innovation pire que celle des chrétiens[10].

Nous ne pouvons, à l'inverse, l'appeler de cette manière :
- Shahid : veut dire épais. Or Dieu n'est pas épais, car non-corporel.
- Courageux : le courage suppose dans le sujet une peur dans une situation dangereuse. Or Dieu n'est jamais en danger, non plus qu'il n'a peur.
- Parfait : la perfection est équivalent à l'idée d'harmonie. Or en ce sens, Dieu serait complexe, et non simple. Dieu, en effet, n'a pas de parties.
- Salih : veut dire bon par son action. Or Dieu est bien de toute éternité.

#### Relation avec l'homme
Vis-à-vis de l'homme, Dieu est juste et bon. Conformément au mu'tazilisme, sa justice est imposition de certaines règles et lois vis-à-vis de lui-même, sinon il serait injuste. Cette thèse sur Dieu réglé de lui-même par lui-même en vue de la justice implique deux choses : d'abord le fait qu'il tienne ses promesses quant à son châtiment ou sa récompense promis aux hommes, accompagné du fait qu'il doit alors laisser à l'homme une certaine liberté de choix ; ensuite le fait qu'il veuille que les hommes soient dans le plus grand bien, n'ayant pour eux que l'avantage de ses créatures, c'est-à-dire le paradis.

##### Dieu n'est pas créateur des actes des hommes
Le fait que Dieu soit juste implique alors que Dieu laisse l'homme créateur de ses propres actes. Le mécréant a puissance de croire, et le croyant de mécroire. De plus, Dieu ne peut obliger à l'impossible. L'homme aurait donc en puissance ses propres actes : « XIII:12. [...] que Dieu n'est pas le créateur des actes des hommes : ce n'est pas Lui qui change ce qui est en eux, c'est d'eux-mêmes que procède ce changement.» » La mécréance et les péchés, en particulier, ne sont pas créés par Lui : « III:182. "[Goûtez le châtiment de ma brûlure] pour prix de ce que vos mains ont jadis accomplis. Dieu n'est pas injuste envers ses serviteurs". Cela prouve que le châtiment des mécréants serait [précisément] une injustice si l'on supposait qu'ils ne sont pas [eux-mêmes] les auteurs de ces péchés. Ce qui nous montre bien la fausseté de la thèse des mujrites, qui disent que Dieu châtie les petits enfants sans qu'ils aient commis de faute, on pourrait châtier les adultes sans qu'ils aient réellement commis de péché. Cela prouve que l'homme est réellement l'agent de son acte, sans quoi Dieu serait injuste [de le châtier].» » Al-Jubba'i cependant, mobilise une multitude de versets pour supporter son idée : III:78, IV:82, VI:31, XIII:12, XXXVIII:27 pour la création des actes par l'homme ; II:109, III:182, VI:108, XII:100, XV:85, XVII:110, XVIII:49-50, XXVI:216, XXXVIII:27, XXXIX:7, XLVI:3 pour la non-création des péchés ; II:210, V:14, IX:77, XXVI:64, CXIII:2 pour l'interprétation des versets semblant allant dans le sens contraire.

##### Fausseté de la prédestination
Les formules qui stipulent que "Dieu égare et guide qui il veut", ou qu'il "détourne les cœurs", "met un sceau" doivent être interprétées autrement que l'interprétation selon laquelle Dieu dirigerait les actions et les cœurs des hommes. "Diriger", en effet, peut être compris en deux sens ; ou bien Dieu les dirige tel que le comprennent les mujrites, ou bien Dieu les dirige par ceci qu'il montre où est le droit chemin. Dieu ne dirige alors que ceux qui sont susceptibles de l'être. Les enfants et le fous sont alors écartés, comme l'indiquent les versets X:25, XXIV:35, XXIV:46 : 

« X:25. Dieu a établi des preuves pour tous les assujettis à la loi, mais uniquement pour eux, non pour les enfants ou les fous
[...] XXIV:46. [...] Dieu "dirige", en tant qu'il leur montre où est la vérité, "qui Il veut", à savoir uniquement les assujettis et non ceux qui ne le sont pas (à savoir les enfants et les fous, indique Gimaret), la voie droite étant ici la foi, en tant qu'elle conduit au paradis.» »

 Selon al-Jubba'i "diriger" est équivalent de "récompenser", là où les mécréants sont égarés, c'est-à-dire châtiés, comme l'indiquent les versets II:26, IV:88, VI:125, par exemple : « II:26. En pareil cas, "égarer" signifie non pas "égarer loin de la foi", mais "égarer loin de la récompense et du chemin du paradis". Dieu égarera les mécréants en les châtiant de leur mécréance, de même qu'Il dirigera les croyants en les récompensant de leur foi, en les dirigeant vers la récompense et le chemin du paradis.» » Autrement dit, l'action divine de direction n'est pas à comprendre comme principe de la foi ou de la mécréance, mais comme conséquence. Dieu dirige les croyants en ce qu'il les dirigera au jour dernier ; tandis que ceux qui ne veulent pas croire, alors Dieu les égarera. Ce renversement de perspective est à établir quand le Coran parle du "sceau" : ce n'est pas tant l'empêchement des hommes de croire, que de faire la marque a posteriori de la mécréance en ceux-ci. Symétriquement, Dieu fait une marque de la foi sur le cœur des croyants,.

##### Dieu ne veut pas les actes mauvais des créatures, mais les actes bons
Dieu, en effet, ne peut vouloir les actes mauvais des hommes, et ceci pour quatre raisons, :
- Si Dieu voulait la mécréance des hommes, alors il la reconnaîtrait. Ainsi, les mécréants seraient reconnaissants à Dieu de ne pas lui obéir, ce qui est illogique.
- Si Dieu voudrait la mécréance, alors il se pourrait qu'il ordonne moralement la mécréance - l'ordre et la volonté allant de pair dans le mu'tazilisme[DA 5].
- Il se pourrait aussi que Dieu ordonne aux croyants de vouloir la mécréance des mécréants, du fait même qu'il le veuille.
- L'obligation de croire serait caduque, du fait même qu'ils n'auraient pas l'obligation s'Il ne leur ordonnait pas de croire[Tafsir 27].

De la même manière, Dieu ne peut vouloir ce qui n'est pas vertueux, comme la bêtise,, : « II:209. "Dieu est puissant et sage". Ceci prouve bien la fausseté de la thèse des mujrites. Car si vraiment Dieu voulait et créait la sottise des sots et la mécréance des mécréants, Il ne pourrait pas se qualifier de "sage", pour la raison que quiconque veut et produit la sottise est nécessairement lui-même sot, et non sage.» » Mais Dieu, du fait qu'il ait révélé le Coran, veut des hommes le bien,, : « XVII:41. Cela prouve que, si Dieu a fait descendre ce Coran et y a mentionné quantité de preuves, c'est parce qu'Il a voulu que les hommes mes comprennent et y croient. Cela prouve qu'Il agit pour de sages motifs, et qu'Il veut de tous les hommes la foi, qu'ils soient croyants ou mécréants.» » Comment comprendre les formules "si Dieu l'avait voulu" aux versets II:253, V:48, VI:112, VII:176, X:99, XI:118, XXXII:13, XLII:8 ? Al-Jubba'i dit le plus souvent que de telles expressions réfèrent à "une volonté de contrainte", volonté différente de celle soutenant la foi et le bien. Au verset V:48, al-Jubba'i dit par exemple que la volonté de Dieu ne tient pas tellement de ce qu'il ne veut pas de tous les hommes la foi - comme le prétendent les sunnites -, mais que « si Dieu le voulait, Il aurait puissance de les contraindre tous à croire ».

##### La connaissance de Dieu
La connaissance de Dieu n'est pas "contrainte", mais acquise. L'avis de la science contrainte, qui a pu être porté par al-Jahiz par exemple, stipule que l'homme a spontanément connaissance de Dieu, et que la raison n'est pas nécessaire à celle-ci. Pour le démontrer, al-Jubba'i se sert d'une multitude de versets : II:103, II:170, VII:149, VIII:32, XVI:75, XVIII:35-36, XXXIX:45, XLIII:87.
Il n'y a, en fait, qu'au moment de la mort et dans l'au-delà que nous avons connaissance contrainte de Dieu, puisque l'au-delà est domaine de rétribution, : « VI:23-24. [...] En effet, dans l'au-delà, les hommes connaîtront Dieu par science contrainte. Sinon, s'ils L'y connaissaient par raisonnement, l'au-delà serait encore "demeure de l'obligation" (dar al-taklif), ce qui est impossible. [...] Il est donc établi que, dans l'au-delà, les hommes connaîtront Dieu par science contrainte, et que, dès lors, ils seront irrésistiblement poussés à ne pas commettre le mal. D'où il résulte que nul des habitants de l'au-delà ne saurait entreprendre de faire le mal.» »

### Anges
Les anges sont créés avant les cieux et la terre. C'est pour leur bien qu'ils doivent obéir à Dieu, notamment le fait qu'ils doivent consigner les événements à venir. Selon Daniel Gimaret, al-Jubba'i exprimerait par là l'idée selon laquelle l'édification résulterait de la comparaison qu'Ils sont en mesure de faire entre la réalisation divine et ce que Dieu a écrit, attestant une symétrie parfaite.
Bien que les anges sont des corps subtils, créés d'air, et donc invisibles, ils peuvent toutefois devenir exceptionnellement visibles pour transmettre des messages.
Les anges sont intermédiaires entre le créateur et les hommes. Ce n'est qu’exceptionnellement que Dieu s'adresse directement aux hommes.
Ils sont même intermédiaires entre Dieu et Satan. La raison en est, selon Razi, que le fait que Dieu s'adresse directement à une créature est un signe d'honneur particulièrement grand, dont seuls Moïse et Mohammed ont bénéficié ; Iblis ne saurait, dès lors, avoir cet honneur.
Les anges sont supérieurs aux hommes. Chez al-Jubba'i, et comme chez l'ensemble des mu'taziles, les anges sont même supérieurs aux prophètes. Quant à l'objection selon laquelle les anges se seraient prosternés devant les hommes pour reconnaître leur supériorité, al-Jubba'i rétorque qu'ils ne l'ont fait devant Adam que parce qu'ils l'ont eu comme qibla, c'est-à-dire comme direction pour adorer Dieu.

### Jinns
Les jinns sont invisibles, parce que des corps subtils, comme l'air, comme les anges. En effet, le souligne al-Jubba'i, si les jinns étaient des corps épais, alors ils ne pourraient pas entrer dans le corps des hommes, et alors certains hadiths, reconnus comme légitimes, ne pourraient se tenir.
Comme les jinns ne sont pas des corps épais, alors ils ne peuvent pas causer de tort aux hommes physiquement. Les jinns n'ont alors ni de force physique, ni le fait qu'ils ne peuvent causer la folie ou l'épilepsie, non plus qu'ils ne peuvent causer directement le péché chez les hommes. Ils n'ont donc comme pouvoir sur les hommes que le susurrement - c'est-à-dire inviter au mal.
Pour le prouver, al-Jubba'i utilise quatre arguments basés sur le coran et le kâlam :
- Le jinn n'a d'autre pouvoir sur les hommes que d'appeler au mal, en vertu du verset XIV:26[C 2].
- Soit le jinn est un corps épais, et donc il serait visible, soit il est subtil, et alors invisible. Or, à l'évidence, nous ne les voyons pas. Comme il ne peut être épais, il ne peut non plus avoir de la force, une dureté, et donc il ne peut agir physiquement.
- Si les jinns avaient un pouvoir causal dans la physique, alors ils pourraient accomplir des miracles. En ce cas, alors les miracles des prophètes seraient invalides en logique, car d'autres êtres que les prophètes pourraient faire des choses similaires.
- Si les jinns avaient de tels pouvoirs, pourquoi ne s'en serviraient-ils pas pour rendre fous tous les hommes et tous les croyants, les rendre inintelligents, ou bien leur causer du malheur physiquement, perpétuellement ? À l'évidence, cela n'est pas le cas. Donc les jinns n'ont aucune puissance causale.

Quant à l'histoire des jinns à l'époque de Salomon, pouvant construire des choses solides, al-Jubba'i dit qu'ils étaient exceptionnellement épais.

### Prophètes

#### Caractères du prophète
Le prophète peut pécher, mais jamais commettre de fautes graves. Muhammad a par ailleurs fait des péchés de cet ordre. De plus, la prophétie n'est pas récompense d'une action ; Dieu accorde à qui il souhaite la prophétie, et ne dépend de personne pour accorder celle-ci.
Selon al-Jubba'i, un prophète pouvait venir au monde sans apporter ou réformer l'aspect légal de la religion, mais seulement l'aspect scientifique. Ce qui laisse supposer que la révélation, chez al-Jubba'i, joue un rôle important dans la connaissance. Ce point de vue le distingue de celui de son fils.

#### Le miracle et prophétie
Selon al-Jubba'i, les miracles ne peuvent advenir qu'en faveur d'un prophète. Comme les gens de la caverne ont connu un événement miraculeux, il y avait un prophète parmi eux, : « XVIII:9. [...] 1) Il y avait parmi eux un prophète qui les guidait. Car ce qui leur est arrivé d'inhabituel est comparable à un miracle. Il faut donc nécessairement qu'il y ait eu parmi eux un prophète, en faveur de qui ce miracle s'est manifesté.» »
Contrairement à ce que disait al-Nazzam, - à savoir que la supériorité du Coran ne tient pas à son style, mais à son contenu, aux informations qu'il dévoile - al-Jubba'i réaffirme que le Coran est miraculeux du fait de son caractère parfait : beauté, élégance, ordonnance des termes, etc, : « VIII:58. [...] 2) Ce verset est une des preuves du caractère miraculeux du Coran : concis, riche de sens, avec des termes d'une grande élégance et splendidement mis en ordre. L'équivalent ne s'en trouve guère dans le langage des hommes.» » Le Coran contenait aussi des informations cachées à l'époque de sa révélation.

### Imamat

#### Légitimité et Imamat
L'imamat est obligatoire chez al-Jubba'i, du fait que le Coran ordonne les peines légales. Or seul un imam peut réaliser ces peines et les mettre en application. L'obligation de l'imamat, ne peut, dès lors, se fonder sur la raison, mais seulement sur la révélation. De plus, al-Jubba'i considérait que l’affiliation quraysîte suffisait à sélectionner l'imam, sans que cette affiliation ne soit réservée à un sous-groupe, mais que celui-ci devait être impérativement digne. Si celui-ci n'était pas digne, alors il n'y avait pas de problèmes à accorder l'imamat à un non-quraysîte.
En effet, pour al-Jubba'i, l'imam légitime ne peut être mécréant, ou un pécheur ; non plus qu'il ne peut être tyran,, : « III:26. Ceci ne peut concerner, en réalité, qu'un roi juste. Il n'est pas concevable que Dieu donne la royauté à un pécheur. Il a dit en effet : "Mon pacte ne s'applique pas aux injuste" ; or la royauté compte parmi les plus importants des pactes entre Dieu et les hommes.» » Le pouvoir Omeyyade, alors, était illégitime du fait de son caractère despotique, : « XXVIII:39. Ce verset prouve que Dieu n'avait pas donné à Pharaon la royauté, sinon celui-ci l'aurait exercé "à bon droit". Et de même en, va-t-il de quiconque s'empare du pouvoir par la force. Il n'en va pas comme l'ont prétendu les Ummayyades après qu'ils se furent emparés du pouvoir, à savoir que leur royauté leur venait de Dieu. Dieu a clairement dit ici que quiconque prend de force le pouvoir le détient illégitimement.» » Comme les autres mu'taziles et les sunnites, al-Jubba'i accepte le mode de désignation de l'imam selon l'élection. Toutefois, s'il y a un désaccord qui ne peut être tranché, le tirage au sort est recommandé. Al-Jubba'i reconnait en ceci la légitimité des quatre premiers califes, à savoir Abou Bakr, Omar, Uthman et Ali, : « XXIV:55. [...] 2) Ce verset aussi prouve la légitimité de l'imamat d'Abou Bakr, Omar, Uthman et Ali. En effet, Dieu a promis ici aux croyants de leur confier la succession sur la terre, de les rendre maîtres de celle-ci, de leur donner sur elle pouvoir, de sorte qu'ils soient "califes". Or après la mort du prophète, parmi ceux qui étaient des croyants au temps où ce verset a été révélé, il n'y a qu'à ces quatre même qui leur a confié ladite succession sur la terre, et que c'est par son ordre qu'ils sont devenus "califes".» » Toutefois al-Jubba'i et son fils pensaient qu'il n'était pas possible de trancher entre ces quatre quant au fait de savoir qui était le meilleur,.

#### Critique du chiisme
Selon Amir-Moezzi, Al-Jubba'i est un des théologiens mu'taziles, avec son fils et al-Balkhi, des plus virulents envers la théorie chiite de l'imamat. Ce fait là est reconnu aussi bien par le mu'tazile Abdel al Jabbar Ibn Ahmad, que le chiite Ibn Tâwûs.
En effet, al-Jubba'i critique la théorie de l'imamat chiite sur plusieurs points dans son Tafsir, et même le chiisme en général. Il y critique, par exemple, le fait que le texte du Coran aurait pu être modifié, la vision chiite des ahl al bayt, l'infaillibilité des imams, la critique chiite de certains compagnons, l'impeccabilité absolue des prophètes, ainsi que la vision chiite de l'héritage des prophètes.

## Cosmologie
Le Coran et les textes islamiques parlent beaucoup de cosmologie. Ce n'est donc pas par fortune si al-Jubba'i s'est penché sur cette question. Malgré le fait que ce qu'on conserve des écrits cosmologiques d'al-Jubba'i est très maigre, il y a toutefois possibilité de dégager les grands traits de sa cosmologie par les auteurs qui citent son commentaire du Coran.
Il apparaît alors que la cosmologie, telle qu'al-Jubba'i pensait qu'elle était, était basée sur une lecture littérale du Coran. En outre, bien qu'al-Jubba'i semble discuter avec certains philosophes de l'antiquité (comme Aristote), ou encore certains de ses prédécesseurs (tels qu'al-Nazzam ou Mu'ammar), il leur fait une critique plutôt qu'il les reprend positivement.

### Forme de la terre
Al-Jubba'i est convaincu que la forme de la terre est plate (basita, musattaha). Non sphérique (kuriyya), "comme le prétendent les astronomes",. Pour soutenir cette position, al-Jubba'i commente les versets II:20 et LXXI:18 du Coran. Al-Jubba'i comprend donc littéralement les versets qui disent de la terre qu'elle est "lit", comme un "tapis". Remarquons que son propre fils, Abū Hāshīm al-Jubbā'ī, même s'il ne s'est pas prononcé explicitement, penchait pour la thèse de la sphéricité de la terre.

### Sept terres
De la même façon que Dieu a créé sept cieux, Dieu a aussi créé sept terres. Al-Jubba'i remarque que dans tout le coran, il n'y a que le verset LXV:12 qui l'indique. Al-Jubba'i indique que ces terres sont distinctes sans intervalle, ni séparation. Ces sept terres seraient alors continues, et non discrètes les unes des autres. Daniel Gimaret, fait remarquer que ces sept terres pourraient une manière de désigner "qu'elles sont de nature chimique différente", ou qu'elles pourraient référer aux "sept climats". Cette proposition semble improbable, car al-Jubba'i n'en parle pas de cette manière ; en effet qu'elles soient de nature chimique différente, ou qu'elles soient d'essences climateuses différentes, ces sept terres sont bien dites "une", or le fait de dire qu'elles soient de nature ou d'essence différente ne rend pas compte de l'unité. Au contraire, il serait plus probable qu'al-Jubba'i parle de la terre d'un point de vue logique, du fait qu'il insiste sur le terme de genre. "Il y a sept terres en ce sens qu'elles sont sept genres" indiquerait en réalité qu'il y aurait sept façons définies de parler d'une même terre ; qu'il n'y aurait pas d'intervalle ni de séparation indiquerait que ces sept façons de parler de la terre n'acceptent pas plus de définitions que sept (pas d'intervalle), et que ces sept façons rendent bien compte d'une seule terre (pas de séparation).

### Sphères mobiles
Au-dessus des sept terres sont ce qu'al-Jubba'i nomme les "sphères mobiles", ou "tournantes", et les "astres errants" ; autrement dit les planètes. Les deux planètes citées dans le Coran sont la Lune et le Soleil. Al-Jubba'i souligne leur régularité : le Soleil parcourt le ciel en 360 jours et quelques, et la Lune en 28 jours.
Les sphères ne sont pas une partie des cieux, ni les cieux eux-mêmes, mais les cieux sont "au-dessus",. Al-Jubba'i semble alors reprendre à son compte la théorie aristotélicienne de la distinction entre le monde sublunaire et celui supralunaire.

### Sept cieux

#### Comment les cieux tiennent
Au-dessus des sphères sont les sept cieux. Ils sont sans piliers pour les soutenir, critiquant ainsi les commentaires d'Ibn Abbas ou de Moudjahid du verset coranique XIII:2. En effet, à ce que comprenaient ceux-là, il y a des piliers qui soutiennent le ciel, mais invisibles. Or, rétorque al-Jubba'i, si c'était le cas, alors ils seraient nécessairement des corps épais, et donc visibles. La conséquence logique de cette thèse, si l'on admet qu'il peut exister des piliers invisibles, serait qu'il devrait y avoir d'autres piliers pour soutenir les premiers, et ainsi à l'infini, de telle manière qu'il faudrait rendre compte d'une infinité de choses entre le ciel et ci-dessous. L'autre contre-argument porte sur la langue arabe ; al-Jubba'i pense, en outre, que la négation concerne les piliers, non la vision de ces piliers. Il est à remarquer que le fils d'al-Jubba'i soutenait, quant à lui, le point de vue d'Ibn Abbas ou de Moudjahid.

#### Composition du premier ciel
Le "ciel inférieur est en fer, comme on le rapporte" nous dit al-Jubba'i. Il deviendra rouge, du fait que la "chaleur du feu le fera fondre [le fer]", en commentant le verset LV:37. Al-Jubba'i reprend ici "naïvement" quelques traditions prophétiques et exégétiques - qui démarque, par ailleurs, de l'habitude sceptique des mu'taziles quant aux textes non-coraniques. Ce ciel inférieur est un ciel "orné d'étoiles", où sont fixées les constellations peut-il dire au verset LXXXV:1. Les étoiles y sont fixes, et les météores, des fragments détachés d'étoiles.

#### Météorologie
La pluie vient du ciel, pas de la terre. Al-Jubba'i critique alors la théorie aristotélicienne de la façon dont le ciel pleut, selon qui ce qui fait la pluie est en fait la vapeur d'eau qui s'élève. Dieu la créée directement dans le ciel, qui descend alors sur les nuages, puis sur la terre. La grêle fonctionne de la même manière.
Selon Razî, Jubba'i utilise plusieurs arguments pour appuyer sa thèse :
- Il arrive que la grêle tombe en période de chaleur, voire en été, alors que la pluie tombe sans être gelée, même quand il fait très froid. Jubba'i sous-entendrait par-là réfuter l'idée selon laquelle la pluie résulterait d'un refroidissement de la vapeur.
- Quand les vapeurs s'élèvent, elles se dispersent et ne peuvent donner naissance à des gouttes d'eau. En effet, pour que des gouttes d'eau apparaissent, il faut un plafond, "comme les plafonds vitrés des hammams"[Tafsir 81]. Or il n'y a pas de plafond dans les cieux, donc pas non plus de formation de gouttes.
- Si la pluie avait comme origine la montée des vapeurs, il faudrait que la pluie tombe sans discontinuer, du fait qu'il y a incessamment des vapeurs d'eau qui s'élèvent des mers. Or il apparaît bien que ce n'est pas le cas, donc la pluie ne naît pas des vapeurs de la terre.

Toutefois, comme le remarque Daniel Gimaret, il est probable que ces objections soient formulées par Razî lui-même, en faisant parler al-Jubba'i à sa place.

#### Monde invisible
Les cieux sont la demeure des anges,. Au verset XCVI:4 al-Jubba'i suppose même que chaque ciel à sa propre population d'anges,.
C'est au ciel que se trouve le paradis, selon al-Jubba'i au verset LI:22 ; dans le septième ciel certainement, commente-t-il au verset II:35.
Enfin, au-dessus des cieux est le Trône, commente al-Jubba'i au verset XI:9. Le Trône a été créé avant les cieux et la terre sur les eaux, puis il l'a transféré au-dessus des cieux.

### Anthropologie
Al-Jubba'i ne donne pas une définition positive de l'homme, seulement reprend-t-il le point de vue d'Abu al-Hudhayl, selon lequel l'homme se définit comme une silhouette construite d'une certaine manière. Ainsi rejette-t-il à la fois le point de vue d'al-Nazzam, qui identifie l'homme au Rūḥ, et celui de Mu'ammar, réduisant l'homme à une substance entièrement différente du corps,. En effet, au verset 13 de la sourate XXIII, "Dieu dit ici, en effet, que l'homme, c'est le sperme", or "le sperme est bien un corps" dit Al-Jubba'i. Selon al-Jubbai, l'âme serait un genre spécial du corps ; reniant alors l'immatérialité de l'âme.
Sur le processus de génération et de corruption de l'homme, Al-Jubba'i pense qu'il y a deux spermes, celui de l'homme, et celui de la femme ; c'est à partir de leur mélange dans la matrice de la femme que Dieu fait acte de création de l'enfant. Il adopte donc le point de vue  d'Ibn Abbas ou de Moudjahid<,.

### Physique
Al-Jubba'i s'inscrit dans une période féconde de débats philosophiques et scientifiques sur la nature de l'univers, notamment dans les débats qui secouent les mu'taziles de Bassorah quant aux théories physiques des anciens, à savoir les présocratiques et la philosophie grecque en général. Période féconde qui pourrait être située entre le dixième et le onzième siècle de l'ère chrétienne.

#### Atomisme
Al-Jubba'i était atomiste. L'atome est, selon lui, indivisible, et ceci pour deux raisons qu'ibn Mattawayh mentionne. La première stipule que l'atome, du fait qu'il soit entouré de vide, doit être nécessairement fini ; en effet, quelque chose d'entouré ne peut être que nécessairement limité. La seconde raison, qui comprend deux arguments similaires, dit que si toutes les choses étaient infiniment divisibles, alors les petites choses devraient être d'égales tailles que les grandes choses ; or d'expérience ce n'est pas le cas : sinon la graine de moutarde devrait être plus grande ou aussi grande qu'une montagne. De plus un infini ne peut être plus grand ou de différente taille qu'un autre infini, or dire qu'une chose est divisible à l'infini implique que toutes les choses soient constituées du même nombre infini d'atomes ; ce qui n'est pas possible, puisque alors toutes les choses auraient la même taille : donc il doit exister une chose finie et indivisible, soit un atome absolument simple.
Il ne voyait pas le problème dans le fait d'attribuer la couleur, le goût, ou encore la puissance d'être touché, à un simple atome. Cependant, il rejetait la possibilité que cet atome soit vivant, qu'il ait une quelconque puissance ou une conscience (car ce sont des choses qui demandent une composition atomique).
De même, la caractéristique principale de l'atome est sa masse. Comme Abu al-Qäsim al-Balkhi et Abu al-Hudhayl, al-Jubba'i pensait que l'atome est en contact avec un autre atome par ses côtés, mais que l'atome pris en lui-même indépendamment n'a pas de côtés ; les côtés des atomes, en effet, ne sont existants que par la relation qu'ils entretiennent avec d'autres. Les côtés sont alors quelque chose de différents de l'atome lui-même, et ne sont pas des parties de lui. Cette théorie de l'atome tente d'éviter la difficulté que pose la théorie de l'atome comme ayant une dimension et une forme - cette théorie ne pouvant rendre compte de l'atome comme chose minimale, indivisible.

#### Causes et cohérence
L'atomisme de al-Jubbā'i concerne aussi la durée : le temps est une succession d'instants. La continuité entre ces atomes temporels est assurée par l'intervention de Dieu. Cependant, contrairement à al-Nassam, qui pensait que Dieu pouvait tout faire, même des choses contradictoires sous un même rapport (comme le fait d'être aveugle et en même temps non-aveugle, ou le fait d'être muet et parlant), al-Jubba'i pensait que Dieu ne le pouvait pas. Al-Jubba'i pense, en effet, que la création est cohérente, et que Dieu ne peut créer des choses incohérentes dans le monde physique.
Al-Jubba'i, cependant, acceptait l'idée selon laquelle Dieu pouvait causer des choses et des faits sans qu'il n'y ait de causes physiques : un corps pourrait, par exemple, brûler indépendamment du fait qu'il y ait ou non une chose qui le fasse brûler, si Dieu le veut. En ceci, al-Jubba'i est précurseur de l'occasionalisme qui sera développé par les théologiens asharites.

#### Miracles et surnaturel
Rien, mis à part les miracles, n'est en dehors des lois de la nature : ni la sorcellerie, ni le mauvais œil n'existent. En effet, l'existence de la magie nie la possibilité même de démontrer l'existence de Dieu, car alors, il n'y aurait pas de moyen de dire que les miracles soient preuves de Dieu : « XV:15. Quiconque admet la sorcellerie n'a plus la possibilité de démontrer l'existence de Dieu ni de croire aux prophètes, car il ne peut plus se fier à ce qu'il voit, ni aux miracles dont il est témoin. Quiconque admet le pouvoir des magiciens de faire voir les choses différemment de ce qu'elles sont ne peut plus croire aux prophètes. Car il lui faut alors admettre que peut-être cet homme qu'il voit, et qu'il croit être Muhammad ibn 'Abd Allah, n'est pas celui croit être un jinn ; et que peut-être ces miracles dont il est témoin n'ont pas de réalité, que ce sont des fausses visions produites par un magicien. Et dès lors plus rien n'a de sens». » Quant au mauvais œil, il n'est pas prouvé ; seul le vulgaire y croit. Les versets du Coran qui en parlent ne disent pas qu'il affecte magiquement, mais qu'il est une façon d'exprimer la suscitation de l'envie ou de la haine envers une tierce personne : « XII:69. Il n'y a pas de mauvais œil" ; aucune preuve, n'en établit l'existence. Seul y croit le vulgaire ignorant. Si Jacob dit à ses fils d'entrer dans la ville en ordre dispersé, c'est parce qu'il craint qu'ils suscitent l'envie, et aussi que le roi d'Égypte, voyant leur nombre, leur force physique, s'inquiète pour son royaume, et les fasse en conséquence emprisonner ou tuer». » En ceci, al-Jubba'i rejoint l'avis majoritaire mu'tazile, selon lequel ces choses surnaturelles ne sont que tours de passe-passe et illusionnisme,.
De la même manière, les personnes saintes qui font supposément des choses miraculeuses sont considérées comme charlatans par le théologien. Dans sa vie, al-Jubba'i aurait même lutté contre certaines personnes qui disaient faire des miracles, comme le mystique al-Hallaj,. En effet, selon Tanûkhî, Hallaj aurait eu le soi-disant don de procurer à ses disciples des aliments en dehors de leur saison, et de l'argent de ses mains. Le théologien mu'tazile aurait été mis au courant et aurait dit que ces actes là étaient truqués, que les provisions étaient disposées dans des maisons déjà préparées. Pour le démontrer, il aurait demandé à ses disciples de conduire le saint à rentrer dans une de leurs maisons pour qu'il leur procure de la nourriture. Al-Hallâj, ayant entendu que les mu'taziles de Bassorah et d'Ahwâz allaient le défier, se serait refusé d'apporter une démonstration ; après quoi, toujours selon Tanûkhî, le mystique aurait quitté Ahwâz. Cette altercation se serait produite en 279.

### Ontologiede l'univers
Comme Abu al-Hudhayl, et al-Ash'ari, al-Jubba'i se représente l'univers comme une composition de corps et d'accidents. Les accidents auraient donc une réalité ontologique. Pour le prouver, al-Jubba'i fait une lecture quelque peu spéciale du verset IV:139, : « [...] 3) Ce verset apporte la preuve de la réalité des accidents et de la fausseté de la thèse de ceux qui, comme Asamm, nient leur existence, et soutiennent qu'il n'y a ici-bas que des corps. Dieu dit en effet : "jusqu'à ce qu'ils s'engagent dans une conversation autre [que celle-ci]". Il admet donc qu'il existe autre chose que ce dans quoi ils sont, et c'est l'accident.» » Al-Jubba'i fait alors une critique de certains philosophes de son époque qui la nie, comme al-Asamm, et indirectement, contre Mu'ammar ; al-Jubba'i s'opposant à une théologie et à une philosophie de la physique comme restreintes à la seule existence de la substance. La parole aurait donc une existence dans la réalité, causée nécessairement par le corps la tenant. La parole divine, ainsi que le mouvement,, sont des étants compris dans cette réalité existante.
La substance, en effet, est définie chez al-Jubba'i comme "porteuse des accidents, quand elle existe". Un accident est défini, quant à lui, comme quelque chose arrivant [comme phénomène transitoire] dans quelque chose d'autre ; l'accident suppose donc la substance. Toutefois al-Jubba'i reconnaissait, comme Abu al-Hudhayl que les accidents pouvaient être créées par Dieu sans qu'il n'y ait de substance qui la porte, du fait que les miracles existent, il ne reconnaissait pas le fait qu'une substance puisse n'avoir aucun accident,, même par miracle. De surcroît, toute substance est nécessairement investie de tous les accidents qu'elle peut supporter. Cette définition de la substance, qui précise la condition de l'existence pour pouvoir qualifier une chose de substance, tient du fait que la propriété d'être porteur des accidents ne peut venir qu'en tant qu'une chose existe ; les gubba'ites acceptant l'idée selon laquelle la chose est tout ce qui peut faire l'objet d'une science, et que les essences existent antérieurement à l'existence.
Cette conception de la substance, induisant le fait qu'une substance peut avoir plus ou moins de qualités à la fois, comme le mouvement, la couleur, l'odeur, etc. repose principalement sur le postulat de l'homogénéité de la substance. Tous les corps sont alors interchangeables. Les qualités, quant à elles, ne sont pas internes aux substances, mais proviennent de l'extérieur, d'un agent, c'est-à-dire de l'homme ou de Dieu.
Une autre caractéristique de la substance est le fait qu'elle "dure" automatiquement, du fait même qu'elle soit substance, non en vertu d'un de ses accidents. De ce fait là, pour qu'une substance puisse disparaître, al-Jubba'i a admis le fait qu'un être non-substantiel, contraire aux substances, comme une "entité anéantissement" existe, sans que cette entité soit accident d'une quelconque substance.

## Droit
Al-Jubba'i, le plus souvent, partage l'avis hanafite. Il arrive parfois qu'il s'accorde avec al-Safi'i, et plus rarement, avec Malik. Rien ne permet alors de conclure qu'il aurait appartenu à une école particulière. Cependant, comme le remarque Daniel Gimaret, il serait tout à fait faux de supposer d'al-Jubba'i qu'il aurait été insensible aux questions de fiqh.
Par rapport à la méthodologie du droit, al-Jubba'i, sans surprises, estime que la première discipline concernée est l’exégèse coranique.
La seconde est la science du hadith. Comme les autres mu'taziles, al-Jubba'i juge à la méthode de confirmation de la multi-confirmation ; c'est-à-dire la méthode préconisant qu'une tradition est acceptable à partir du moment où elle est rapportée par plusieurs personnes - même non-musulmanes - qui n'ont pas eu de liens entre-elles. Une tradition isolée n'est alors pas acceptée.
Le consensus est aussi une source correcte du droit, car à chaque époque, il y aurait eu une communauté droite d'hommes dans le vrai ; le consensus général faisant alors preuve à plus forte raison,.
Contrairement à beaucoup d'autres mu'taziles, al-Jubba'i accepte le fait que Dieu puisse abroger des règles par d'autres. L'abrogeant étant alors le verset le plus tardif. Mais aussi, al-Jubba'i pense que la sunna et l'ijma peuvent abroger le Coran.

## Œuvres
Selon al-Malti, al-Jubba'i aurait consacré 40.000 pages à ses idées théologiques ; également Ibn al-Naddim, indique dans son Index quelques travaux d'al-Jubba'i. Bien que partiellement reconstituées, une liste d’œuvres peut-être établie :
- Son commentaire du Coran ; Daniel Gimaret a notamment publié, en 1994, une reconstitution du Tafsir d'al-Jubba'i : Une lecture muʿtazilite du Coran le "Tafsīr" d'Abū ʿAlī al-Djubbā'ī (m. 303/915) partiellement reconstitué à partir de ses citateurs.
- Al-Usul. Sur les bases du mu'tazilisme[36],[37].
- Al-Ijtiyhad. Sur l'interprétation des textes[37].
- Al-Sifat. Sur les attributs de Dieu[37].
- Sur ibn al-Rawandi. Réfutation des thèses d'ibn-Rawandi[37].
- Sur les astrologues. Réfutation des astrologues[37].
- Al-Latif. Livre qu'il aurait dicté à ses disciples[HPI 6].
- Questions concernant le raisonnement et la déduction et ses conditions[HPI 2].
- Réfutation d'al-Ash'ari au sujet de la transmission[HPI 2].
- Il aurait aussi écrit contre certains mu'taziles, tels al-Nazzam, al-Jahiz, al-Husayn, al-Khayyat, al-Salihi, et d'autres[HPI 2].
- Al-Maqālāt (traité d'hérésiographie)[38].

Malheureusement, aucun de ses livres n'a survécu avec le temps, et nous ne pouvons, aujourd'hui, que nous fier à ses citateurs.

## Postérité
Al-Jubba'i est parfois considéré comme le fondateur de l'école Bahshamite, bien que son fils soit le plus souvent considéré comme tel.
Al-Jubba'i aurait rencontré Mundhir_ibn_Sa'īd_al-Ballūṭī (en), et l'aurait convaincu du credo mu'tazile,.

### Critiques non-mu'taziles d'al-Jubba'i
Selon al-Malti, al-Jubba'i n'écrivait pas en arabe, mais en langue gubba', ce qui le rendrait illégitime à commenter le Coran.
Selon Ibn Tawus, il n'y aurait dans le commentaire du Coran de Al-Jubba'i pas de récits relatifs aux prophètes, ni commentaires sur les circonstances de la révélation du Coran. Mais Daniel Gimaret indique que c'est une assertion fausse.
Al-Jubba'i fût d'abord le maître d'al-Ash'ari, puis devint son associé, jusqu'à ses 40 ans. Al-Ash'ari se retourna ensuite contre le mu'tazilisme et contre son ancien maître. Il fut alors le théologien mu'tazile le plus critiqué par ce dernier, comme en témoigne son Maqālāt al-Islāmīyīn.